# Alois Friedrich
Alois Friedrich (* 13. August 1868 in Bad Königshofen, Landkreis Königshofen im Grabfeld; † 17. September 1944 in Bad Neustadt an der Saale) war ein deutscher Priester des Bistums Würzburg, Seelsorger und entschiedener Gegner des Nationalsozialismus.

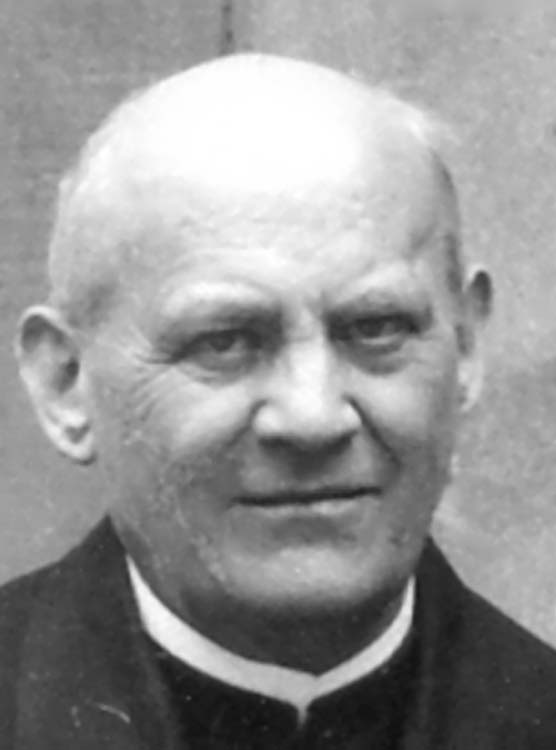
Alois Friedrich im Jahre 1930

## Leben

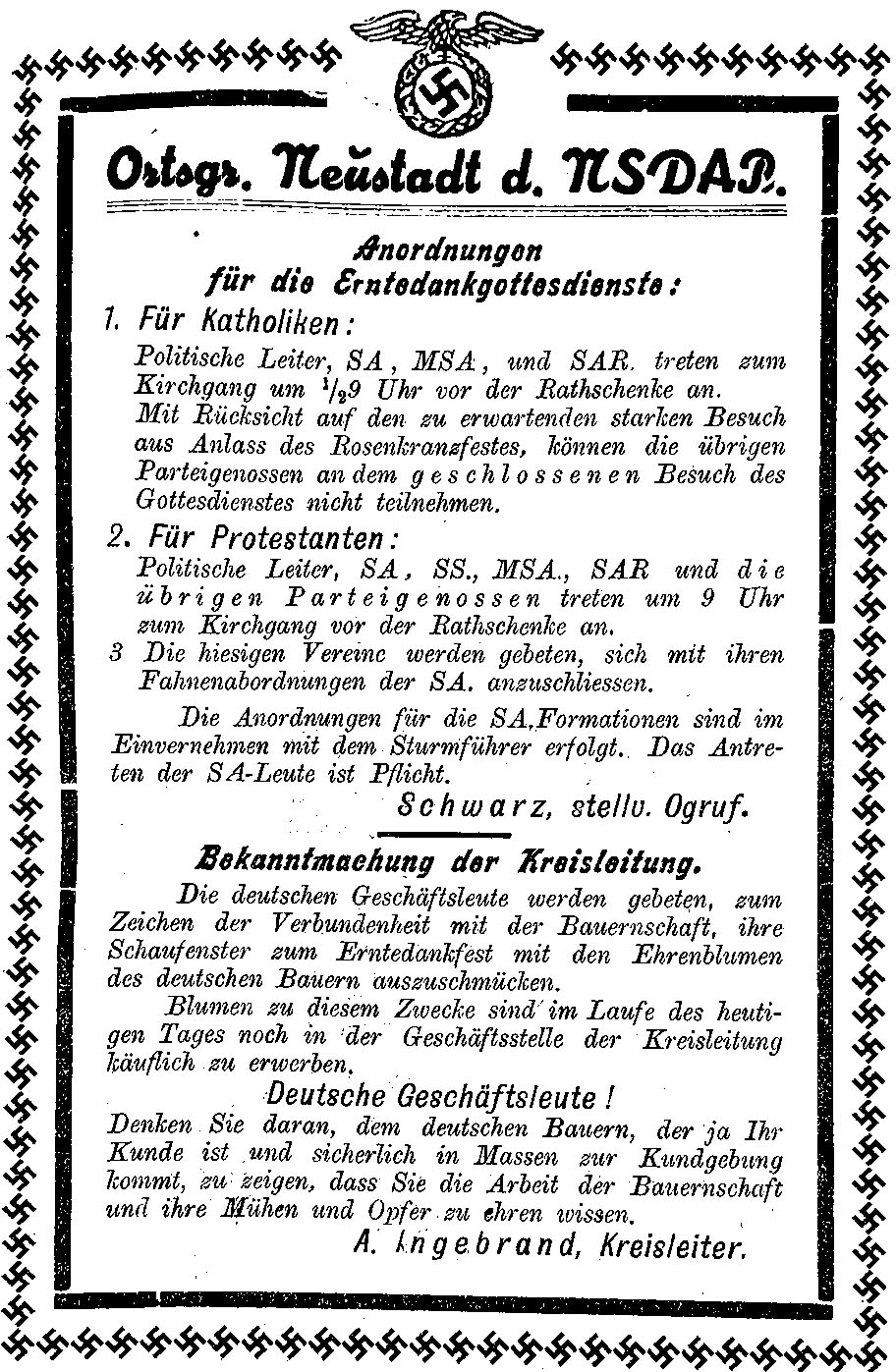
Zeitungsanzeige im Kirchenkampf gegen Pfarrer Friedrich

Nach seiner Priesterweihe am 1. August 1891 war Alois Friedrich Kaplan in Westheim, Elsenfeld, Dettelbach und Bad Brückenau, bevor er 1897 Pfarrer in Nordheim am Main wurde. Ab 1904 übernahm er die Stadtpfarrei von Bad Neustadt, wo er schon ein Jahr später zum Dechant des dortigen Dekanats berufen wurde. 1929 erhielt er noch während seiner Dienstzeit den Ehrentitel eines Geistlichen Rats und wurde im gleichen Jahr zum Ehrenbürger von Bad Neustadt ernannt. Während der Diktatur des Nationalsozialismus positionierte er sich deutlich gegen die seiner Meinung nach verworrene Weltanschauung der damaligen Politik. In seinen Predigten nahm er klar Stellung zu den unvereinbaren Unterschieden zwischen dem Gedankengut des Nationalsozialismus und dem Inhalt des christlichen Glaubens. Zur Fronleichnamsprozession 1933 lud er zwar den Stadtrat ein, brach aber aufgrund der Gesinnung der regierenden mit der seitherigen Tradition, dass die zwei Bürgermeister neben dem Pfarrer unter dem Himmel daran teilnehmen. Die NSDAP-Stadtratsfraktion betrachtete dies als eine Provokation und blieb daraufhin geschlossen der Prozession fern. Als Friedrich dies am nächsten Sonntag während der Messe rügte, rief ihm der NSDAP-Kreisleiter Ingebrand ein lautes „Pfui“ innerhalb der Kirche zu. In der gleichgeschalteten Presse erschienen Schmähartikel, die dem Pfarrer ein Aufwiegeln der Bevölkerung, persönlichen Hass und eine verwerfliche Kanzelpolitik vorwarfen, obwohl er auf „Staatskosten“ amtiere. Am 26. Juni 1933 zogen NSDAP und SA-Mitglieder vor das Pfarrhaus und erhoben lauten Protest gegen den Pfarrer. Nachdem er am 14. Oktober 1934 während der Sonntagspredigt erneut sehr eindeutig sowohl die Judenpolitik verurteilte, als sich auch über die herrschende Partei abfällig äußerte, wurde ihm aufgrund seiner eindeutigen Haltung gegenüber den Machthabern auf Betreiben der NSDAP und des Kreisleiters das Ehrenbürgerrecht am 17. Oktober 1934 wieder aberkannt. Am 1. Oktober 1935 wurde er, gesundheitlich angeschlagen, pensioniert. Nachdem ihm „Abhören von Feindsendern“ vorgeworfen worden war, wurde er 1944 für kurze Zeit inhaftiert. Drei Wochen nach seiner Haftentlassung starb er am 17. September 1944 an den Folgen der Haft, weil ihm dort ärztlich verordnete Medikamente verweigert worden waren.
Nach Ende des Zweiten Weltkriegs wurde mit Beschluss vom 3. Oktober 1946 die Aberkennung der Ehrenbürgerrechte wieder rückgängig gemacht. Sein Grab auf dem Stadtfriedhof wird von der Pfarrgemeinde Mariä Himmelfahrt gepflegt. Am 1. März 2012 beschloss der Stadtrat von Bad Neustadt, den seitherigen Platz „Kirchpforte“, an dem sich seit ca. 1232 der einzige Durchbruch der Stadtmauer nach Norden befindet, in Pfarrer Alois-Friedrich-Platz umzubenennen.

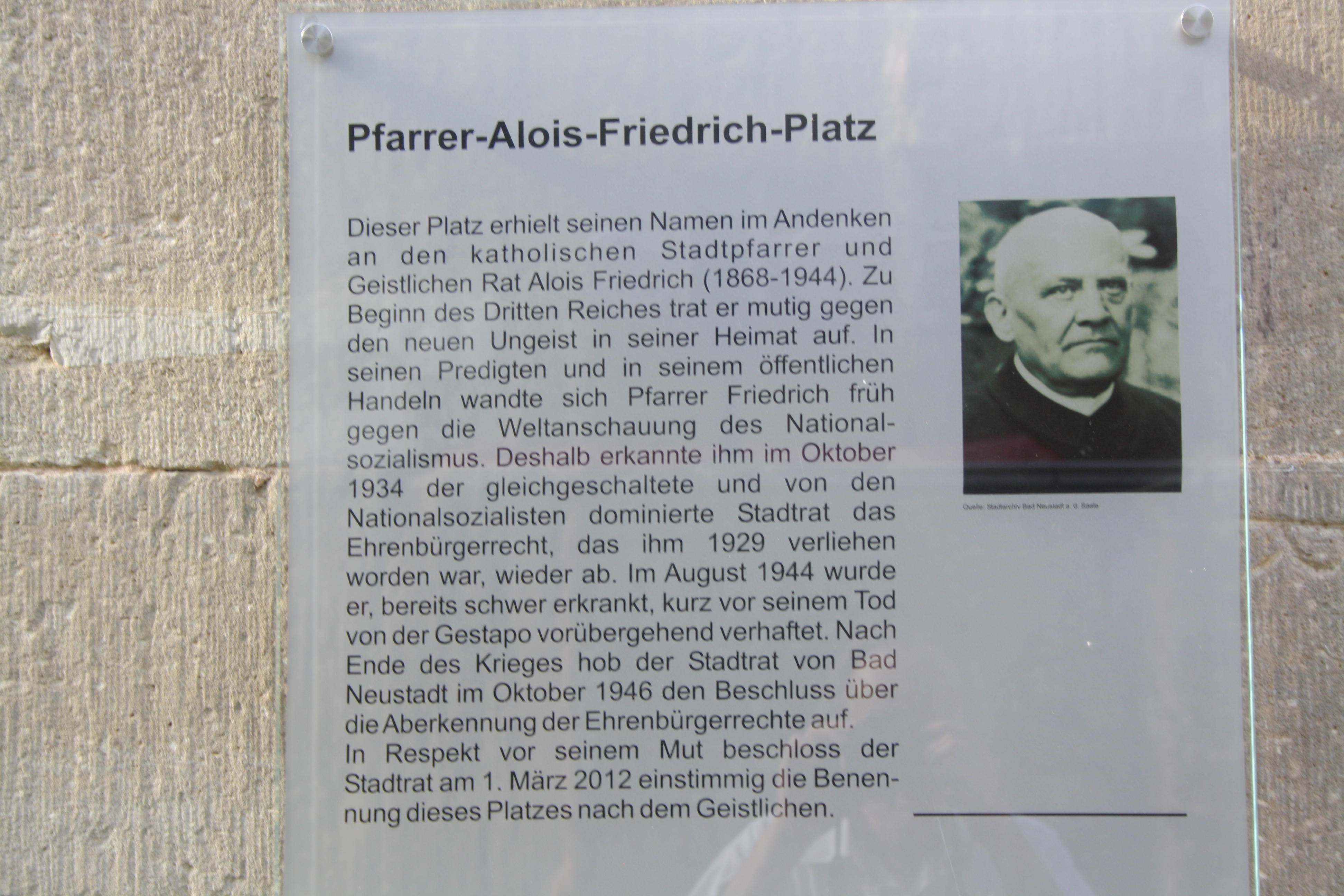
Gedenktafel

## Ehrungen
- Ehrenbürger von Bad Neustadt an der Saale von 1929 bis 1934 und in Würdigung seiner Verdienste im Widerstand gegen den Nationalsozialismus posthum mit Beschluss vom 3. Oktober 1946
- 2012 wurde der zentrale Platz vor der Stadtpfarrkirche Mariä Himmelfahrt in Pfarrer Alois-Friedrich-Platz umbenannt. Eine Gedenktafel erinnert dort an ihn.[1]

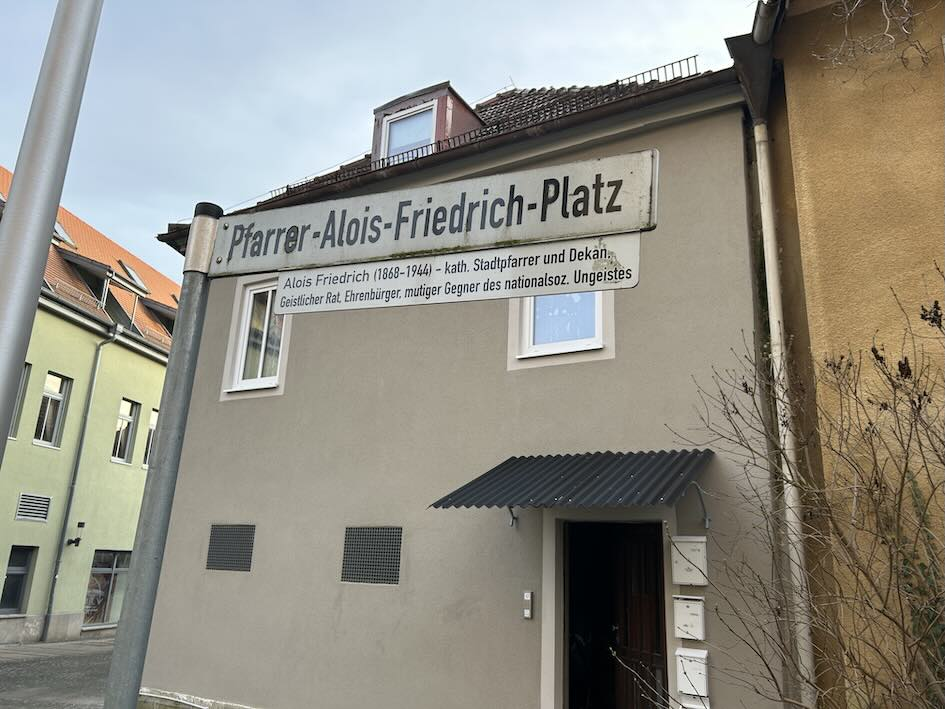
Pfarrer Alois-Friedrich-Platz